# Grijze koolmees
De grijze koolmees (Parus cinereus) is een zangvogel uit de familie Paridae (mezen). Bij een taxonomische herziening in 2024 is de eerder als aparte soort beschouwde  Japanse koolmees (P. minor) aan dit taxon als ondersoort toegevoegd. De eerder als ondersoorten van P. minor aangeduide taxa, zijn nu ondersoorten van P. cinereus.

## Verspreiding en leefgebied
Deze soort komt voor in het oosten van Azië. Er zijn in totaal twintig ondersoorten:
- P. c. decolorans: noordoostelijk Afghanistan en noordwestelijk Pakistan.
- P. c. ziaratensis: centraal en zuidelijk Afghanistan en westelijk Pakistan.
- P. c. caschmirensis: noordoostelijk Afghanistan, noordelijk Pakistan en noordwestelijk India.
- P. c. planorum: van noordelijk India tot Nepal, Bhutan, Bangladesh en westelijk en centraal Myanmar.
- P. c. vauriei: noordoostelijk India.
- P. c. stupae: westelijk, centraal en zuidoostelijk India.
- P. c. mahrattarum: zuidwestelijk India en Sri Lanka.
- P. c. templorum: westelijk en centraal Thailand en zuidelijk Indochina.
- P. c. hainanus: Hainan.
- P. c. ambiguus: Malakka en Sumatra.
- P. c. sarawacensis: Borneo.
- P. c. cinereus: Java en de Kleine Soenda-eilanden.
- P. c. minor: oostelijk Siberië, zuidelijk Sachalin, het oostelijke deel van Centraal-en noordoostelijk China, Korea en Japan.
- P. c. dageletensis: Ulleungdo nabij Zuid-Korea.
- P. c. amamiensis: noordelijk Riukiu-eilanden.
- P. c. okinawae: centrale Riukiu-eilanden.
- P. c. nigriloris: de zuidelijke Riukiu-eilanden.
- P. c. tibetanus: van zuidoostelijk Tibet, zuidwestelijk en het zuidelijke deel van Centraal-China tot noordelijk Myanmar.
- P. c. commixtus: zuidelijk China en noordelijk Vietnam.
- P. c. nubicolus: oostelijk Myanmar, noordelijk Thailand en noordwestelijk Indochina.

## Status
De grijze koolmees komt niet als aparte soort voor op de lijst van het IUCN, maar is daar een ondersoort van de koolmees (P. major).